# Reactor biològic de membrana
Un reactor biològic de membrana o bioreactor de membrana (en anglès, Membrane bioreactor, MBR) és un procés que s'utilitza àmpliament per al tractament d'aigües residuals municipals i industrials. És la combinació d'un procés de membrana (com la microfiltració o la ultrafiltració) amb un procés biològic de tractament d'aigües residuals, el procés de depuració biològica de fangs activats.

## Visió general
La tecnologia de membrana es fa servir àmpliament per diversos tractaments i aplicacions de reutilització. En els últims anys, les membranes han estat reconegudes com un dels tractaments tecnològics predilectes pel tractament d'aigües residuals tant per la indústria com a escala municipal. Un exemple d'aquesta tecnologia és el procés del reactor biològic de membrana. Aquesta tecnologia ha guanyat adeptes per la millora dels resultats aconseguits en el tractament d'aigües residuals i pels seus avantatges associats com són la qualitat de l'efluent i les seves reduïdes dimensions.
Quan es fa servir un reactor biològic de membrana (MBR) per aigües residuals domèstiques, es pot arribar a aconseguir un efluent d'alta qualitat, amb uns paràmetres suficients per ser abocat directament al riu o al mar, o bé, per ser reciclada com a aigua de reg de jardins urbans. Altres avantatges dels MBR inclouen unes menors dimensions del reactor i una fàcil adaptació en plantes de tractament ja existents. És possible operar amb processos de MBR a altes concentracions del licor de mescla de sòlids en suspensió (Mixed Liquor Suspended Solids, MLSS), comparant amb el sistema convencional de separació, reduint així el volum del reactor per aconseguir la mateixa taxa de càrrega (Figura 2).

## Història i paràmetres bàsics d'operació dels MBRs
Tot i que la tecnologia MBR es presenta com una tecnologia recent, la realitat és que des de la dècada dels 60, que ja hi ha diferents casos d'investigació i comercialització de MBRs. Ja en aquella època, es va començar a considerar la combinació de membranes amb un procés biològic com un sistema òptim pel tractament d'aigües residuals. La primera idea de substituir el sedimentador per un procés d'ultrafiltració dins del procés convencional de fangs activats, foren Smith et al., l'any 1969. Una altra de les primeres aportacions va ser la de Hardt et al., el 1970, que va utilitzar un reactor biològic aerobi de 10 litres amb una membrana d'ultrafiltració per tractar una aigua residual sintètica. La concentració de sòlids en suspensió del licor de mescla (MLSS) era alta comparada amb un sistema convencional aerobi (entre 23 i 30 g/L). El flux a través de la membrana era de 7,5 L/m2•h i l'eliminació de la demanda química d'oxigen (DQO) va ser al voltant del 98%.
A la dècada dels 60 la companyia Dorr-Oliver va desenvolupar un sistema per al tractament d'aigües residuals utilitzant membranes anomenades Membrane Sewage Treatment (MST). El procés combinava l'ús d'un reactor biològic de fangs activats amb un flux a través d'una filtració de membrana. La membrana plana feta servir en aquest procés era polimèrica i el seu rang de mida de porus anava de 0,003 a 0,01 μm. Encara que la idea de substituir el tanc de sedimentació convencional del sistema de fangs activats era atractiva, era difícil de justificar el seu ús per l'elevat cost de les membranes, el baix valor econòmic del producte resultant i la pèrdua potencial de funcionament a causa del fouling (embrutiment) de les membranes. Com a resultat, l'atenció es va centrar en la consecució d'elevats fluxos pels quals era necessari la instal·lació d'una bomba per impulsar el flux del MLSS a una alta velocitat a través de la membrana, amb una penalització energètica important (de l'ordre de 10 kWh/m3 producte) per reduir l'embrutiment. A causa de l'elevat cost econòmic de la primera generació de MBRs, només es van trobar aplicacions en àrees molt concretes, com les estacions d'esquí o en parcs de caravanes.
A la dècada dels 70, la tecnologia va entrar per primera vegada al mercat japonès, gràcies a un acord entre les companyies Dorr-Oliver i Sanki Engineering. També en aquesta dècada, Thetford Sistems, actualment part de Zenon Environment, va llançar la seva versió d'un sistema extern (“procés Cycle-Let”) pel tractament aeròbic de les aigües residuals. En les dècades dels 80 i 90, Zenon Environment, va continuar desenvolupant sistemes pel tractament dels efluents industrials. El 1982, Dorr-Oliver va introduir el sistema de reactor anaeròbic de membrana (MARS) per al tractament de l'efluent d'una indústria alimentària. El procés comptava amb una unitat d'ultrafiltració externa al bioreactor. Quasi al mateix temps, a la dècada dels 80, es van desenvolupar al Regne Unit dos sistemes MBR amb microfiltració i ultrafiltració de membrana. A Sud-àfrica es va desenvolupar un sistema consistent en un digestor anaeròbic combinat amb un procés d'ultrafiltració.
El 1989, el govern japonès, juntament amb una sèrie d'importants companyies va acordar invertir en el desenvolupament d'un sistema que fos compacte i que produís un efluent d'alta qualitat de manera que permetés la reutilització de l'aigua. Arran d'això, el primer avenç important pels MBRs va arribar de mans de Yamamoto i companys, que van enginyar la idea de submergir les membranes dins del reactor biològic. Fins llavors, els MBRs havien estat dissenyats de manera separada i externa al reactor (sidestream MBR), confiant amb una pressió de transmembrana (TMP) alta per mantenir la filtració. Amb la membrana directament immersa al bioreactor, el sistema MBR submergit és més utilitzat que el situat fora del reactor, per tractar aigües residuals domèstiques. En la configuració de la membrana submergida, es confia amb un forta aeració amb bombolles per produir la barreja i limitar l'embrutiment. L'energia necessària per al cas de la membrana submergida, pot ser de l'ordre de dues vegades menys que el sistema amb la membrana externa. El sistema d'immersió treballa a un flux més baix, requerint una superfície de membrana més gran. L'aeració és considerada un dels paràmetres més importants del funcionament del procés tant hidràulic com biològic. L'aeració manté els sòlids en suspensió, neteja la superfície de la membrana i proveeix d'oxigen a la biomassa, afavorint una millor biodegradació i una síntesi cel·lular.
Un altre pas essencial pel desenvolupament dels MBRs va ser l'acceptació de fluxos modestos (25% o menys dels de primera generació), i la idea de fer servir dues fases d'aeració per controlar el fouling. Els costos d'operació més baixos que es van obtenir amb la configuració del filtre submergit, juntament amb la constant disminució del cost de les membranes, va encoratjar un augment exponencial de les instal·lacions de plantes amb MBRs des de mitjans dels anys 90. Des de llavors, noves millores en el disseny i operacions dels MBRs s'han introduït i incorporat a les grans plantes. Mentre els primers MBRs operaven amb temps de retenció cel·lular (solid retention time, SRT) més gran de 100 dies i amb una concentració del MLSS més alta de 30 g/L, les aplicacions recents tendeixen a aplicar temps de retenció cel·lular més baixos, al voltant de 10-20 dies, resultant més gestionables els nivells de MLSS, de 10 a 15 g/L. Gràcies a aquestes noves condicions d'operació, la transferència d'oxigen i el cost de la bomba en MBRs, han tendit a disminuir, i en general el manteniment s'ha simplificat. Existeix una gamma de sistemes MBRs comercialment disponibles, la majoria dels quals utilitzen membranes submergides encara que alguns mòduls externs també estan disponibles; aquests sistemes externs també fan servir dues fases de fluxos d'aeració per controlar el fouling. Els temps hidràulics de retenció (hydraulic retention times, HRT) estant entre 3 i 10 hores. En termes de configuració de membranes, principalment, les de fibra buida (hollow fibre) i les de làmina plana (flat sheet) són les més aplicades en MBRs. Tot i l'eficiència energètica dels sistemes de membranes submergides, encara hi continua havent un mercat per les membranes externes al reactor, particularment per aplicacions industrials. Per alleugerir el manteniment de la configuració de les membranes externes, aquestes poden ser instal·lades en un nivell més baix de la planta. Aquest fet afavoreix el reemplaçament de la membrana sense haver d'utilitzar ascensors especialitzats. Com a resultat, continua la recerca dels reactors biològics amb sistema de membrana externa, a través de la qual s'ha trobat que plantes a gran escala poden operar amb fluxos més alts. Això ha culminat en aquests últims anys, amb el desenvolupament de sistemes de baixa energia que incorporen controls més sofisticats dels paràmetres de funcionament, connectats amb rentades periòdiques, les quals permeten una energia d'operació més sostenible de l'ordre de valors més baixos de 0,3 kWh/m3 producte. En resum, les primeres plantes MBR van aparèixer a Amèrica del Nord a la fi de la dècada dels anys setanta i a principi de la dècada dels vuitanta, al Japó i Sud-àfrica. La introducció a Europa dels MBRs aeròbics no es va produir fins a mitjan anys noranta.

## Configuracions dels MBRs
Hi ha dues configuracions de MBRs: intern/submergit, on les membranes estan immerses íntegrament dins del reactor biològic, i extern/fora del reactor (sidestream), on la unitat de membranes està separada del procés i requereix una bomba de pas. Recents tècniques innovadores i una reducció significativa del cost de les membranes, ha permès als MBRs esdevenir un procés establert com una ferma opció pel tractament d'aigües residuals. Com a resultat, el procés del MBR ha aconseguit posicionar-se com una atractiva opció pel tractament i reutilització de les aigües residuals industrials i urbanes, per l'evidència del seu creixement i la seva capacitat. El mercat actual dels MBRs s'estimava amb un valor al voltant dels 216 milions de dòlars el 2006 que ha anat creixent fins als 363 milions de dòlars el 2010. Els MBRs es poden utilitzar per reduir l'espai que ocupa un sistema convencional de fangs activats de tractament d'aigües residuals, per l'eliminació de part del líquid del licor de mescla. Això deixa un producte de rebuig concentrat que es pot tractar a continuació utilitzant el procés de fangs activats, un digestor anaerobi o directament passar-ho per una centrifugadora i portar-ho a l'abocador.

### Intern/submergit
L'element filtrant està instal·lat en el dipòsit del mateix reactor biològic, immers en el seu interior (Figura 3). La força impulsora a través de la membrana s'assoleix pressuritzant el reactor biològic o creant una pressió negativa al costat de la membrana que conté l'aigua filtrada (permeat). Les membranes poden ser de làmina plana o tubular, o combinació de les dues. La neteja de les membranes es realitza a través de freqüents retrorentats amb aigua permeada, mitjançant el bombejat del permeat de tornada a través de la membrana, també es pot fer amb aire, o també mitjançant solucions químiques per tal d'evitar l'efecte del fouling (embrutiment). Cal una aeració addicional per subministrar l'aire necessari per homogeneïtzar el contingut del tanc, pel procés biològic i per la mateixa neteja de les membranes. Els mòduls de les membranes són retirats del dipòsit i transferits en un tanc de neteja fora de la línia.

### Extern/fora del reactor

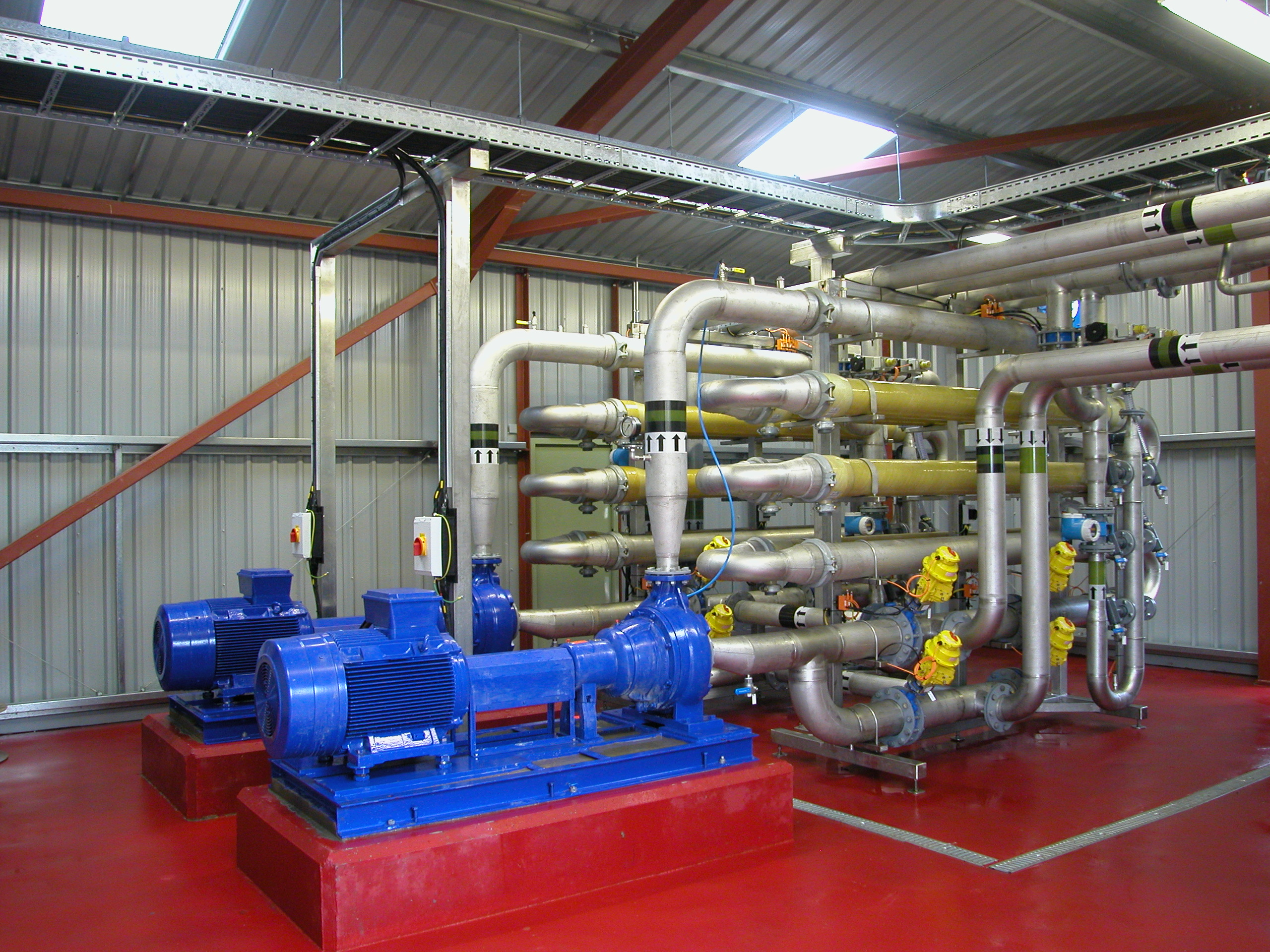
Sistema de MBR extern

Els elements filtrants estan instal·lats externament al reactor, sovint en una habitació de la planta de tractament (Foto 1). La biomassa pot ser bombejada directament a través d'un nombre de mòduls de membrana en sèrie i retornada al bioreactor, o bombejada en un banc de mòduls, on a través d'una segona bomba, es fa circular a través dels mòduls en sèrie. La neteja i remull de les membranes es pot realitzar en el mateix lloc amb l'ús d'un tanc de neteja, una bomba i una canonada.

### Configuracions avançades i comparatives
A banda de les dues configuracions principals —intern/submergit i extern/fora del reactor—, la literatura tècnica i l’aplicació industrial han permès identificar avantatges i inconvenients de cadascuna segons el context d’ús. Els sistemes submergits són més comuns en aplicacions urbanes o municipals degut al seu menor consum energètic i disseny compacte, mentre que els sistemes externs són habituals en tractaments industrials, especialment quan cal una neteja més freqüent o quan el cabal i la càrrega de contaminants és elevada.
| Característica         | MBR submergit (intern)                         | MBR extern (sidestream)                          |
| ---------------------- | ---------------------------------------------- | ------------------------------------------------ |
| Posició de la membrana | Dins del reactor biològic                      | Fora del reactor, en mòduls separats             |
| Necessitat de bombes   | Baixa (permeat extret per pressió negativa)    | Alta (recirculació contínua del licor de mescla) |
| Consum energètic       | Relativament baix                              | Més elevat per bombeig i velocitat de flux       |
| Manteniment            | Més difícil d’accedir; neteja en tanc auxiliar | Més accessible per a manteniment in situ         |
| Fouling i control      | Controlat amb aeració i rentats periòdics      | Més susceptible a abrasió i fouling mecànic      |
| Aplicacions habituals  | Aigües municipals i reutilització urbana       | Aigües industrials amb contaminants específics   |

### Sistemes híbrids i innovacions tecnològiques
Amb l’evolució del disseny de reactors i la reducció dels costos de membrana, han aparegut configuracions híbrides que integren processos físics, químics o anaerobis amb el MBR. Alguns exemples inclouen:
- MBR amb ozó o carbó actiu: millora en la degradació de contaminants micropoluents i compostos farmacèutics.
- MBR + òsmosi inversa (MBR-RO): per produir aigua d’alta qualitat en processos de reutilització.
- MBR anaeròbic (AnMBR): combina tractament biològic sense oxigen amb separació per membrana, amb recuperació de biogàs com a font d’energia.

Aquestes configuracions híbrides han demostrat un gran potencial en sectors com la indústria alimentària, la producció de begudes i les aplicacions farmacèutiques.

### Tendències actuals en disseny
Els nous sistemes MBR tendeixen a incorporar:
- Aeració optimitzada per minimitzar el consum energètic i controlar el fouling.
- Mòduls de membrana modulars i reemplaçables, que faciliten el manteniment.
- Control automatitzat intel·ligent, que regula paràmetres com la pressió de transmembrana (TMP), la freqüència de rentats i la taxa d’aeració segons la càrrega del sistema.

Aquestes millores han fet que els MBRs siguin cada vegada més atractius per a la reutilització d’aigua en entorns urbans, industrials i agrícoles.
1. ↑   «Effectiveness of the membrane bioreactor in the biodegradation of high molecular weight compounds.». Water research, 32, 1998, pàg. 1553-1555.
2. ↑   «Membranes for Industrial Water Reuse - They're Not just for Municipal Applications Anymore». Membrane Technology, 15, 2008, pàg. 77-91.
3. ↑   «Survey of the European MBR market: trends and perspectives». Desalination, 231, 2008, pàg. 71-81.
4. ↑   The use of ultrafiltration membranes for activated sludge separation, 1969, p. 1300-1310.
5. ↑   «Solids separation by ultrafiltration for concentrated activated sludge». Water Pollution, 42, 1970, pàg. 2135-2148.
6. ↑   «membrane sewage treatment systems – potential for complete wastewater treatment». American Society of Agriculture Engineering, 1971, pàg. 71-878, 1- 28.
7. ↑   Membrane enhanced anaerobic digestors, 1983, p. 661-665.
8. ↑   Application of porous membranes for biomass retention in biological wastewater treatment processes. 21, 1986, p. 174-182.
9. ↑   «Fouling in membrane bioreactors used in wastewater treatment». Membrane Science, 284, 2006.
10. ↑   «The use of immersed membranes for upgrading wastewater treatment plants.». Water Science and Technology, 37(9), 1998, pàg. 89-95.
11. ↑   Desalination, 113 (2-3), 1997, pàg. 189-196.
12. ↑   «Performance of a bioreactor with submerged membranes for aerobic treatment of municipal waste water.». Water Research, 36 (2), 2002, pàg. 413-420.
13. ↑   «Membrane fouling in a submerged membrane bioreactor (MBR) under sub-critical flux operation: Membrane foulant and gel layer characterization». Membrane Science, 325 (1), 2008, pàg. 238–244.
14. ↑  Judd, S. (2006). The MBR Book: Principles and Applications of Membrane Bioreactors for Water and Wastewater Treatment. Elsevier. ISBN 978-0-08-044539-2.
15. ↑  Le-Clech, P., Chen, V., & Fane, A. G. (2006). Fouling in membrane bioreactors used in wastewater treatment. Journal of Membrane Science, 284(1-2), 17–53.
16. ↑  Yamamoto, K., Hiasa, M., Mahmood, T., & Matsuo, T. (1989). Direct solid-liquid separation using hollow fiber membrane in an activated sludge aeration tank. Water Science and Technology, 21(3), 43–54.
17. ↑  Yang, W., Cicek, N., & Ilg, J. (2006). State-of-the-art of membrane bioreactors: Worldwide research and commercial applications in North America. Journal of Membrane Science, 270(1-2), 201–211.
18. ↑  Radjenović, J., Petrović, M., & Barceló, D. (2009). Fate and distribution of pharmaceuticals in wastewater and sewage sludge of the conventional activated sludge (CAS) and advanced membrane bioreactor (MBR) treatment. Water Research, 43(3), 831–841.

## Prestacions
1. Eficàcia en la retenció de sòlids en suspensió i dels compostos més solubles dins del bioreactor, el que proporciona un efluent d'excel·lent qualitat capaç de complir amb els requisits d'abocament més rigorosos i de ser potencialment reutilitzat.[1]
2. Quan es fa servir la ultrafiltració, s'aconsegueix la retenció dels bacteris i virus, obtenint un efluent estèril, el que elimina la necessitat de dur a terme processos de cost elevat de desinfecció, eliminant també la perillositat que porten associats els subproductes de la desinfecció.[2]
3. L'absència del clarificador, que també actua com un selector natural de la població bacteriana, permet que es desenvolupin bacteris de creixement lent (bacteris nitrificants, bacteris capaços de degradar compostos complexos, etc.) i que persisteixin en el reactor biològic fins i tot a temps de retenció cel·lulars (SRT) curts.[3]
4. Compactació: amb la tecnologia de MBR es pot operar sota unes concentracions de 15-30 g MLSS/L. Treballant a la màxima concentració de MLSS la superfície de la planta es pot reduir fins a un 50% o més (small foot print).
5. Atès que els reactors biològics dels MBR poden operar amb 15-30 g MLSS/L, l'edat dels fangs són més altes que en els sistemes convencionals. La major part de les plantes MBR operen a edats del fang de 40 dies o superior. Aquestes edats dels fangs elevades, poden reduir fins a un 40% la producció de fangs amb la consegüent reducció de costos d'operació. A més a més, afavoreixen els processos de nitrificació i desnitrificació.[4]
6. Els MBRs eviten la interferència en el procés del bulking (fangs filamentosos que causen una mala sedimentació del fang i poden provocar l'aparició d'escumes), al contrari dels sistemes de fangs activats convencionals.
7. Reducció del cost del tractament de fangs, ja que la biomassa queda retinguda en la membrana.[5]
8. Inversió inicial important.
9. L'elevat consum energètic és important, tot i que cada vegada més es poden assimilar als d'una planta convencional.
10. Les membranes s'han de canviar periòdicament, amb el cost associat de les membranes noves.
11. Els problemes com el fouling (embrutiment) o el clogging (obstrucció), limiten l'ús de les membranes per la gran concentració de sòlids en el reactor biològic.[5] A més a més, la formació d'escumes mocoses generades per microorganismes que generen polisacàrids extracel·lulars (EPS) poden dificultar el filtratge.
12. Deficient oxigenació deguda a un alt nivell de l'edat dels fangs, produint-se un cost extra d'aeració.[5]
13. La possible acumulació en el bioreactor de compostos inorgànics no filtrables com els metalls pesants, que a determinades concentracions poden ser nocius per la població bacteriana i afectar la integritat de la membrana.[6]

## Principals consideracions dels MBRs

### Fouling (embrutiment) i control del fouling
El funcionament de la filtració del MBR disminueix inevitablement amb el temps. Això és degut a la deposició de materials solubles i particulats a la superfície i a l'interior de la membrana, que s'atribueix a les interaccions entre els components dels llots activats i la membrana (Figura 4). Aquesta principal limitació i inconvenient ha estat investigada des dels inicis dels MBRs, i segueix sent un dels problemes més difícils que afronta un major desenvolupament dels MBRs (Figura 5).
En anàlisis recents que envolten les aplicacions dels MBRs, s'ha demostrat que, com en altres processos de separació per membrana, el fouling de membrana és el problema més gran que afecta el seu funcionament. El fouling condueix a un augment significatiu de la resistència hidràulica, manifestada amb la disminució del flux de permeat o l'augment de la pressió de transmembrana (TMP), quan el procés està funcionant per sota d'un valor constant de TMP o a condicions de flux constant respectivament. En sistemes on el flux és mantingut a través d'un augment de la TMP, l'energia requerida per aconseguir la filtració augmenta. Alternativament, la neteja de la membrana és sovint requerida, augmentant significativament els costos d'operació com a resultat dels agents de neteja i la producció inactiva. També s'espera un augment freqüent del reemplaçament de les membranes.
El fouling de la membrana resulta de la interacció entre els materials de la membrana i els components del licor dels llots actius, que inclouen la formació de flòculs biològics formats per una àmplia gamma de microorganismes vius o morts, juntament amb compostos solubles i col·loïdals. La biomassa en suspensió no té una composició fixa i varia amb la composició de l'aigua d'alimentació i amb les condicions d'operació utilitzades en el MBR. Així, encara que moltes investigacions sobre el fouling de membrana han estat publicades, l'àmplia gamma de condicions de funcionament i les matrius d'aigua d'alimentació utilitzades, els diferents mètodes analítics emprats i la limitació d'informació citada en la majoria d'estudis sobre la composició de la biomassa en suspensió, ha fet difícil establir un comportament genèric pertanyent al fouling de membrana específic pels MBRs.
El flux obtingut de l'aire induït a través d'un sistema submergit de MBR, pot eliminar eficientment o almenys reduir la capa de fouling de la superfície de la membrana. Articles d'anàlisis recents informen dels últims descobriments en aplicacions de l'aeració en la configuració de membranes submergides i descriu la millora del funcionament oferta pel gas efervescent. Com que s'ha identificat un flux òptim d'aire a partir del qual, augmentar l'aeració ja no té cap efecte en l'eliminació de les incrustacions, l'elecció de la taxa d'aeració és un paràmetre clau en el disseny dels MBRs.
Moltes altres estratègies per evitar el fouling (embrutiment) es poden aplicar en els MBRs. En comprenen, per exemple:
- Infiltració intermitent, on la filtració s'atura a un interval regular de temps durant un parell de minuts abans no sigui represa. Les partícules dipositades sobre la superfície de la membrana tendeixen a difondre's de nou cap al reactor; aquest fenomen es veu incrementat per la contínua aeració aplicada durant el període de repòs.
- El rentat a contracorrent de la membrana, on l'aigua infiltrada és bombejada de nou cap a la membrana, i passa a través dels porus dels canals d'alimentació, desincrustant els flòculs interns i externs de la membrana.
- El rentat a contracorrent d'aire, on aire pressuritzat des de la banda infiltrada, augmenta i allibera una pressió significativa en un curt període. Per tant, els mòduls de membrana han d'estar en un tanc pressuritzat acoblat a un sistema de ventilació. L'aire usualment no sol passar a través de la membrana. Si ho fa, l'aire assecaria la membrana i seria necessari humidificar-la, per pressuritzar-la amb el costat de l'alimentació.
- Productes anti-fouling patentats, tals com la "tecnologia d'increment de rendiment de la membrana" de Nalco (Membran Performance Enhancer Technology). A més, diferents tipus i intensitats de tractaments químics de neteja són recomanables.
- Rentat a contracorrent millorat químicament (diari).
- Neteja de manteniment amb altes concentracions químiques (setmanalment).
- Neteja química intensiva (una vegada o dues a l'any).

La neteja intensiva també es porta a terme quan la filtració addicional no es pot sostenir a causa d'una elevada pressió de transmembrana (TMP). Cada un dels principals proveïdors de MBRs (Kubota, Memcor, Misubishi i Zenon) tenen les seves pròpies fórmules de neteja química, que difereixen principalment en termes de concentració i mètodes (vegeu taula 1). Sota condicions normals, els agents principals de neteja contenen NaOCl (hipoclorit de sodi) i àcid cítric. És comú, per als proveïdors de MBRs, que adaptin protocols específics per les neteges químiques (per exemple, concentracions químiques i freqüència de neteja) per instal·lacions individuals.

## Rendiment biològic

### Eliminació de la DQO i producció de fangs
Simplement a causa de l'alt nombre de microorganismes en els MBRs, la taxa d'absorció dels contaminants pot augmentar. Això condueix a una millor degradació en un període determinat o a un requeriment inferior del volum dels reactors. En comparació amb el sistema convencional de fangs activats que normalment aconsegueix un percentatge del 95%, l'eliminació de la DQO pot incrementar-se fins al 96-99% en sistemes de MBRs.
La cinètica pot diferir a causa d'un accés més fàcil al substrat. En sistemes de fangs activats, els flòculs poden assolir diversos valors de mida de 100 μm. Això vol dir que el substrat pot assolir els llocs actius, només per difusió, que causa una resistència addicional i uns límits de la velocitat de reacció global (difusió controlada). L'estrès hidrodinàmic en MBRs redueix la mida dels flòculs (d'uns 3,5 μm en MBRs externs al reactor) i d'aquesta manera incrementa la velocitat de reacció aparent. Com en un sistema de fangs activats, la concentració de fangs és disminuïda per un alt valor de SRT o de concentració de la biomassa. La producció de fangs és molt baixa o inexistent per valors de 0,01 kg. DQO/ (kg MLSS•d). A causa de la imposició d'un límit de concentració de la biomassa, alguns règims de baixa càrrega es traduirien en enormes dipòsits o en llargs HRTs en sistemes convencionals de llots actius.

### Eliminació de nutrients
L'eliminació de nutrients és una de les principals preocupacions actuals d'interès en el tractament d'aigües residuals especialment en àrees sensibles a l'eutrofització. Igual que en un sistema convencional de fangs activats, actualment, la més àmplia tecnologia aplicada per l'eliminació del nitrogen d'aigües residuals urbanes, és la nitrificació combinada amb la desnitrificació. A més, la precipitació del fòsfor, millorada a través de l'eliminació biològica del fòsfor (enhanced biological phosphorus removal, EBPR), pot ser implementada amb una fase anaeròbica addicional. Algunes característiques de la tecnologia dels MBRs fan que l'EBPR en combinació amb la posterior desnitrificació, una atractiva alternativa que aconsegueix molt baixes concentracions de nutrients a l'efluent.

### Eliminació de contaminants emergents
La presència de nous contaminants emergents a l'ecosistema aquàtic i dels seus efectes potencials en els organismes vius ha esdevingut un problema creixent. Alguns d'aquests contaminants emergents provenen de nous productes cosmètics i farmacèutics. Les plantes municipals de tractament d'aigües residuals amb mètodes convencionals, no són capaces de suprimir aquests contaminants, que posteriorment es poden trobar en aigües superficials, subterrànies i fins i tot en l'aigua de beure. S'ha demostrat que un tractament amb bioreactor de membrana és plenament adequat per eliminar contaminants procedents de fàrmacs, amb una eficiència del 95%, que es pot veure augmentada al 99% combinant-lo amb un procés d'osmosi inversa.

## MBRs anaeròbics
Els MBRs anaeròbics (a vegades abreviats com a AnMBR) van ser introduïts cap al 1980 a Sud-àfrica i actualment veuen una renaixença en la investigació. Tanmateix, els processos anaeròbics s'utilitzen normalment quan cal un tractament de baix cost que permet la recuperació d'energia però no aconsegueix tractaments avançats (baixa eliminació de carboni, sense eliminació de nutrients). En contrast, les tecnologies basades en membranes permeten tractaments avançats (desinfecció), però a uns costos elevats d'energia. Per tant, la combinació d'ambdós processos, només pot ser econòmicament viable si s'aplica un sistema compacte per la recuperació d'energia, o quan les desinfeccions es portin a terme després del tractament anaeròbic (casos de reutilització d'aigua amb nutrients). Si es desitja una màxima recuperació de l'energia, un únic procés anaeròbic serà sempre superior a la combinació amb processos de membrana.
Recentment, els MBRs anaeròbics s'han aplicat amb èxit a gran escala per aplicacions de tractament d'alguns tipus d'aigües residuals industrials, típicament per aigües residuals de difícil degradació. Alguns exemples d'aplicacions inclouen el tractament d'aigües residuals de destil·leries d'alcohol al Japó i el tractament d'indústries alimentàries als EUA, concretament de salses de barbacoa i vinagretes.